# Russian Travel Guide
Russian Travel Guide (RTG TV) – międzynarodowy telewizyjny kanał satelitarny poświęcony przyrodzie, nauce, kulturze i historii Rosji. Nadaje przez 24h na dobę (w tym w FTA) w językach rosyjskim, angielskim i tureckim.
Program kanału składa się z reportaży (mających formę filmowego przewodnika turystycznego) pokazujących poszczególne regiony Rosji, z uwzględnieniem następującej tematyki: 
- przyroda
- ludzie
- miasta
- ekoturystyka i aktywny wypoczynek
- łowiectwo i wędkarstwo
- uzdrowiska
- kultura
- historia i etnografia
- nauka, technika, przedsiębiorstwa
- religia
- kulinaria

Główna siedziba firmy Russian Travel Guide Co Ltd. znajduje się w Moskwie.